# Michael Roiz
Michael Roiz (en rus: Михаил Ройз), nascut a Rússia el 12 d'octubre de 1983, és un jugador d'escacs israelià, que té el títol de Gran Mestre des de 2003.
A la llista d'Elo de la FIDE del gener de 2022, hi tenia un Elo de 2581 punts, cosa que en feia el jugador número 7 (en actiu) d'Israel, i el número 286 del rànquing mundial. El seu màxim Elo va ser de 2680 punts, a la llista de juliol de 2008 (posició 41 al rànquing mundial).

## Biografia i resultats destacats en competició
Va aprendre a jugar als escacs a set anys. Als 9, va acabar segon al campionat nacional Sub-10. El 1995 va mudar-se a Israel, i va esdevenir MI el 1999 a 16 anys, i GM el 2003.
Els seus millors resultats des de llavors han estat: 1r–3r a l'obert d'Ashdod el 2004, empatat amb Ievgueni Naier i Leonid Gofshtein; 1r–6è a l'obert de Zúric de 2004; 2n–4t amb Mikhaïl Gurévitx i Vitali Golod amb 7/9 a l'obert de Saint Vincent de 2004; 3r-5è amb 8/10 a l'obert de Benasque 2005; 1r–2n amb Suat Atalık al torneig de Gorenje Valjevo de 2007; 2n–3r amb Radosław Wojtaszek a l'obert de Lublin de 2009.
A finals d'any, va participar en la Copa del món de 2005 a Khanti-Mansisk, un torneig classificatori per al cicle del Campionat del món de 2007, on va tenir una mala actuació, i fou eliminat en primera ronda per Aleksandr Motiliov.
Ha guanyat diversos torneigs de ràpides i de semirràpides, com ara Biel/Bienne 2006. Al Gibraltar Masters de 2007, hi compartí el 5è lloc en un quadre molt fort, rere els GMs Vladímir Akopian, Oleksandr Aresxenko, Hikaru Nakamura, i Emil Sutovsky. El mateix any empatà als llocs 1r–6è amb Vitali Golod, Mateusz Bartel, Iuri Iàkovitx, Zahar Efimenko i Mikhail Kobalia al 16è torneig internacional Monarch Assurance Illa de Man.

### Participació en competicions per equips
Fou membre de l'equip nacional israelià al Campionat d'Europa per equips de Plòvdiv 2003, (medalla d'argent per equips); a Calvià 2004 (36a olimpíada d'escacs), i Beer-Sheva Campionat del món d'escacs per equips 2005.